# Rik Van Steenbergen
Constant Hendrik Van Steenbergen dit Rik Van Steenbergen, né le 9 septembre 1924 à Arendonk et mort le 15 mai 2003 à Anvers, est un coureur cycliste belge. Professionnel de 1943 à 1966, son palmarès compte 1053 victoires, dont 338 sur route et 715 sur piste. Sur route, il a été trois fois champion du monde, un record qu'il détient avec Alfredo Binda, Eddy Merckx, Óscar Freire et Peter Sagan. Il a également gagné deux fois Paris-Roubaix, en 1948 et 1952, le Tour des Flandres, en 1944 et 1946, et la Flèche wallonne en 1949 et 1958, ainsi que Paris-Bruxelles en 1950, Milan-San Remo en 1954, quinze étapes du Tour d'Italie, six étapes du Tour d'Espagne et quatre étapes du Tour de France, soit 25 étapes de grand tour. Il a été lauréat du classement par points du Tour d'Espagne 1956, dont il a pris la cinquième place du classement général. Sur piste, il a notamment remporté 40 courses de six jours.

## Biographie
Rik Van Steenbergen gagne au total 1053 courses dont 338 sur la route et 715 sur la piste, ce qui fait de lui, l'un des plus grands champions cyclistes de tous les temps.
Il dispute encore des courses de six jours à 43 ans, après 23 années de carrière professionnelle de 1943 à 1966. Van Steenbergen obtient sa première licence de débutant, le 14 février 1942, celle de junior le 30 octobre 1942 et devient professionnel au début de l'année suivante, le 23 janvier 1943. Il s'écoule un peu plus de 25 ans entre son premier succès sur route à Morkhoven comme non licencié le 4 avril 1939 et sa dernière victoire, dans un critérium à Baracaldo (E-Vizcaya) le 17 mai 1964.
Il a été trois fois champion du monde en 1949, 1956 et 1957. 
En gagnant Paris-Roubaix en 1948 à 43,612 km/h de moyenne, il reçoit le Ruban jaune qui honore le cycliste détenteur du record de vitesse sur les courses de plus de 200 km. Il garde ce record jusqu'en 1955, année où il est détrôné par Jacques Dupont.
Limité en montagne, Rik Van Steenbergen réussit tout de même l'exploit de terminer deuxième du Tour d'Italie en 1951, après avoir porté le maillot rose pendant sept jours. 
Il meurt le 15 mai 2003 et repose au columbarium de Sint-Antonius Zoersel, dans la province d'Anvers.

## Palmarès sur route

### Palmarès année par année
- 1941

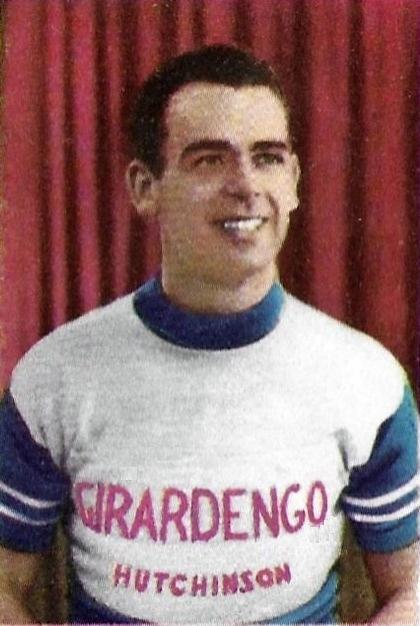
Rik Van Steenbergen au début des années 1950.

  - 2e du championnat de Belgique pour débutants
- 1942
  -  Champion de Belgique interclubs
  - 3 étapes du Circuit des Flandres
- 1943
  -  Champion de Belgique sur route
  -  Champion de Belgique interclubs[n 1]
  - Championnat des Flandres
- 1944
  - Tour des Flandres
  - Circuit des régions flamandes
- 1945
  -  Champion de Belgique sur route
  - Bruxelles-Ingooigem
  - À travers la Belgique
- 1946
  - Tour des Flandres
  - Tour des Quatre Cantons
  - 2e du Circuit de la Campine
  -  3e du championnat du monde sur route
- 1947
  - Grand Prix de Soignies
  - 4e étape du Tour de Luxembourg
- 1948
  - Paris-Roubaix (avec le Ruban jaune)
  - Circuit des Trois Provinces (Avelgem)
  - Critérium des As
- 1949
  -  Champion du monde sur route
  - Tour du Limbourg
  - Flèche wallonne
  - 12e et 21e étapes du Tour de France
- 1950
  - Paris-Bruxelles
  - Grand Prix d'Europe
  - 7e de Milan-San Remo
- 1951
  - 1re et 15e étapes du Tour d'Italie
  - Tour de l'Ouest :
    - Classement général
    - 2e, 4e et 7e étapes

  - Flèche hesbignonne-Niel et Saint-Trond
  - Grand Prix d'Europe
  - 2e du Tour d'Italie
  - 3e de Paris-Roubaix
  - 6e du Tour des Flandres
  - 6e du Challenge Desgrange-Colombo
  - 10e de Paris-Bruxelles
- 1952
  - Paris-Roubaix
  - 4e étape de Rome-Naples-Rome
  - 6e, 9e et 10e étapes du Tour d'Italie
  - 1re étape du Tour de France
  - Critérium des As
  - Tour d'Argentine :
    - Classement général
    - 1re, 8e, 12e et 13e étapes

  - 9e du championnat du monde sur route
- 1953
  - 9e étape du Tour d'Italie
- 1954
  -  Champion de Belgique sur route
  - Milan-San Remo
  - 5e, 16e, 17e et 22e étapes du Tour d'Italie
  - 3e de Rome-Naples-Rome
  - 5e de Paris-Tours
- 1955
  - 1reb étape des Trois Jours d'Anvers (contre-la-montre par équipes)
  - Circuit du Limbourg
  - 16e étape du Tour de France
  - Critérium des As
  - 3e du Tour des Flandres
  - 6e de Milan-San Remo
  - 9e du Challenge Desgrange-Colombo
  - 10e de la Flèche wallonne
- 1956
  -  Champion du monde sur route
  - Tour d'Espagne :
    -  Classement par points
    - 1re, 7e, 8e, 11e, 14e et 17e étapes

  - Circuit du Limbourg
  - 8e étape du Tour de l'Ouest
  - 2e du Critérium des As
  - 3e de Paris-Bruxelles
  - 4e du Tour des Flandres
  - 4e de Paris-Roubaix
  - 5e du Tour d'Espagne
  - 8e du Challenge Desgrange-Colombo
- 1957
  -  Champion du monde sur route
  - 1reb et 5eb étapes de Rome-Naples-Rome
  - 1re, 11e, 17eb, 20e et 21e étapes du Tour d'Italie
  - 3e étape des Trois Jours d'Anvers
  - Critérium des As
  - 2e de Paris-Roubaix
  - 8e de Milan-San Remo
- 1958
  - Flèche wallonne
  - 4ea étape du Tour des Pays-Bas
  - Grand Prix de Bali :
    - Classement général
    - 1re étape

  - Critérium des As
  - 4e de Paris-Roubaix
- 1959
  -  Champion de Belgique interclubs[n 2]
  - 3e étape du Tour de l'Ouest
  - 2e de Milan-San Remo
  - 9e de Paris-Bruxelles
- 1961
  -  Champion de Belgique interclubs du contre-la-montre
  - Tour des onze villes
  - 2e du Tour d'Hesbaye
  - 2e du Critérium des As
- 1962
  -  Champion de Belgique interclubs du contre-la-montre

### Résultats sur les grands tours

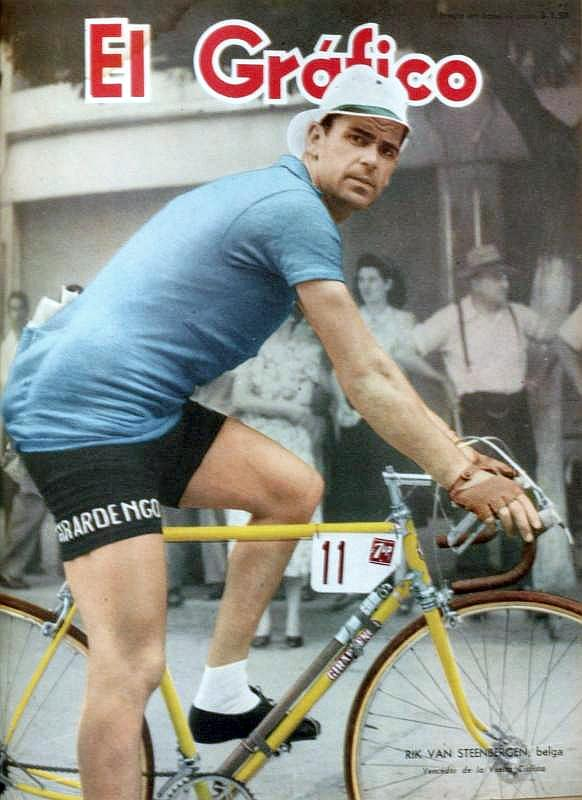
Rik Van Steenbergen en 1953.

#### Tour de France
3 participations
- 1949 : 29e, vainqueur des 12e et 21e étapes
- 1952 : abandon (6e étape), vainqueur de la 1re étape,  leader durant deux jours
- 1955 : 55e, vainqueur de la 16e étape

#### Tour d'Italie
5 participations
- 1951 : 2e, vainqueur des 1re et 15e étapes,  leader durant sept jours
- 1952 : 38e, vainqueur des 6e, 9e et 10e étapes
- 1953 : 44e, vainqueur de la 9e étape
- 1954 : 31e, vainqueur du classement des sprints intermédiaires et des 5e, 16e, 17e et 22e étapes
- 1957 : 33e, vainqueur du classement des sprints intermédiaires et des 1re, 11e, 17eb, 20e et 21e étapes,  leader durant un jour

#### Tour d'Espagne
1 participation
- 1956 : 5e, vainqueur du  classement par points et des 1re, 7e, 8e, 11e, 14e et 17e étapes,  leader durant un jour

## Palmarès sur piste
Rik Van Steenbergen termine 102 courses de six jours dans les trois premières places (pour 40 victoires). Il remporte 8 titres de champion d'Europe et 11 titres de champion de Belgique seniors dans les différentes disciplines sur piste.
| - 1942 - Champion de Belgique de vitesse juniors - Américaine de Bruxelles (avec Karel Kaers) - Omnium d'Anvers (avec Frans Cools) - Omnium de Bruxelles (avec Lucien Acou, Albert Bruylandt et Lode Janssens) - 1943 - Américaine de Maldegem - Américaine d'Anvers (x2) - Américaine de Bruxelles (x2) - Américaine de Rocourt (x2) - Omnium de Maldegem - Omnium d'Anvers (x5) - Omnium de Bruxelles (x5) - Omnium de Gand (x2) - Poursuite de Gand (x5) - Vitesse de Bruxelles - Vitesse d'Anvers - 2e du championnat de Belgique d'omnium - 1944 - Champion de Belgique d'omnium - Champion de Belgique de poursuite - Américaine de Rocourt - Américaine de St Niklaas - Américaine de Zwartberg - Américaine de Montaigu (x2) - Omnium d'Anvers - Omnium de Gand - Omnium de Paris - Omnium de Zwartberg - Omnium de Bruxelles (x3) - Omnium de St Niklaas (x3) - Poursuite d'Anvers - Poursuite de Bruxelles - Vitesse de Zwartberg - 1945 - Américaine de Gand - Américaine de Zwartberg - Omnium de Bruxelles (x5) - 2e du championnat de Belgique de poursuite - 1946 - Américaine de Bruges - Américaine de Gand - Américaine de Genève - Américaine de Paris - Américaine de Zurich - Américaine d'Ostende - Omnium de Rocourt - Omnium d'Ostende - Omnium d'Anvers (x2) - Omnium de Bruges (x2) - Omnium de Bruxelles (x7) - Omnium de Gand (x3) - Omnium de Paris (x2) - Omnium de Zurich (x2) - Poursuite de Bruxelles (x2) - Poursuite de Gand (x3) - Vitesse de Maldegem - Prix Hourlier-Comès (avec Marcel Kint) - 1947 - Américaine d'Anvers - Américaine de Bruxelles - Américaine de Luxembourg - Américaine de Zurich - Américaine d'Herne Hill - Américaine d'Ostende - Américaine de Gand (x2) - Omnium de Bruges - Omnium de Paris - Omnium d'Ostende - Omnium d'Anvers (x3) - Omnium de Bruxelles (x3) - Omnium de Gand (x3) - Poursuite d'Anvers (x3) - Poursuite de Gand (x2) - Poursuite de Bruxelles - 2e des Six Jours de Gand (avec Robert Naeye) - 1948 - Six Jours de Bruxelles (avec Marcel Kint) - Américaine de Bruges - Américaine d'Ostende - Américaine de Bruxelles (x2) - Omnium d'Anvers - Omnium de Gand - Omnium de Heist-op-den-Berg - Omnium de Marcinelle - Omnium de Milan - Omnium de Mons-Crotteux - Omnium de Paris - Omnium de Rocourt - Omnium de Bruxelles (x2) - Omnium de Genève (x2) - Poursuite d'Anvers - Poursuite de Paris - Vitesse de Genève - Vitesse de Bruges - 3e du championnat de Belgique de poursuite - 3e des Six Jours d'Anvers (avec Stan Ockers) - 1949 - Six Jours de Bruxelles (avec Marcel Kint) - Américaine de Heist-op-den-Berg - Américaine d'Amsterdam - Américaine de Bruges - Américaine de Gand - Américaine de Liederkerke - Américaine de Lommel - Américaine de Marcinelle - Américaine de Niedercorn - Américaine de Rocourt - Américaine de Rouen - Américaine de Turin - Américaine de Zurich - Américaine d'Anvers (x2) - Course derrière derny de Bruxelles - Omnium de Heist-op-den-Berg - Omnium d'Anvers - Omnium de Copenhague - Omnium de Moorslede - Omnium de Paris - Omnium de Rocourt - Omnium de Zurich - Omnium de Bruxelles (x2) - Omnium de Gand (x2) - Omnium de Marcinelle (x2) - Poursuite de Bruxelles (x2) - 2e des Six Jours de Gand (avec Marcel Kint) - 3e des Six Jours de Paris (avec Marcel Kint) - 1950 - Six Jours d'Anvers (avec Achiel Bruneel) - Américaine d'Anvers - Américaine de Walem - Américaine d'Ostende - Américaine de Bruxelles (x2) - Course derrière derny de Renaix - Course derrière derny de Heist-op-den-Berg - Course derrière derny de Rocourt - Omnium de Heist-op-den-Berg - Omnium de Luxembourg - Omnium de Paris - Omnium de Turin - Omnium de Walem - Omnium d'Anvers (x3) - Omnium de Bruxelles (x2) - 2e des Six Jours de Gand (avec Robert Naeye) - 1951 - Six Jours de Bruxelles (avec Stan Ockers) - Américaine d'Alger - Américaine d'Anvers - Américaine de Montceau-les-Mines - Américaine de Zwartberg - Américaine de Bruxelles (x2) - Américaine de Rocourt (x2) - Omnium d'Alger - Omnium de Bruxelles - Omnium de Copenhague - Omnium de Marcinelle - Omnium de Rocourt - Omnium d'Ostende - Omnium de Liederkerke (x2) - Omnium d'Anvers (x2) - Omnium de Zurich (x3) - Omnium de Zwartberg (x2) - 2e des Six Jours de Gand (avec Achiel Bruneel) - 3e des Six Jours de Paris (avec Raymond Goussot) - 1952 - Six Jours de Paris (avec Achiel Bruneel) - Américaine d'Alger - Américaine de Cavaillon - Américaine de Colmar - Américaine de Lyon - Américaine de Milan - Américaine de Montceau-les-Mines - Américaine de Montluçon - Américaine de Rennes - Américaine du Mans - Américaine de Buenos-Aires (x2) - Américaine de Rocourt (x3) - Course derrière derny de Paris - Omnium de Copenhague - Omnium de Lyon - Omnium de Milan - Omnium de Paris - Omnium de Rocourt - Omnium de Zwartberg - 2e des Six Jours d'Anvers (avec Achiel Bruneel) - 3e des Six Jours de Dortmund (avec Gustav Killian) - 1953 - Américaine d'Anvers - Américaine de Barcelone - Américaine de Marcinelle - Américaine de Toulon - Américaine de Bruxelles (x2) - Américaine de Paris (x2) - Américaine de Rocourt (x2) - Course derrière derny d'Anvers - Course derrière derny de Bruxelles - Omnium de Copenhague - Omnium de Milan - Omnium de Paris - Omnium de Port-de-Bouc - Omnium de Rocourt - Omnium de Saint-Étienne - Omnium de Zwartberg - Omnium d'Anvers (x2) - Omnium de Bruxelles (x2) - Vitesse de Modena - 2e des Six Jours de Paris (avec Achiel Bruneel) - 3e des Six Jours de Bruxelles (avec Stan Ockers) - 1954 - Six Jours de Gand (avec Stan Ockers) - Américaine d'Anvers - Américaine de Milan - Américaine de Roanne - Américaine de Rocourt - Américaine de Saint-Amand - Américaine de Turin - Américaine de Zwartberg - Américaine de Bruxelles (x2) - Course derrière derny de Lyon - Course derrière derny de Roanne - Omnium de Bruxelles - Omnium d'Anvers (x2) - Poursuite de Milan - Poursuite de Roanne - Vitesse de Limoges - Vitesse de Saint-Étienne - 2e des Six Jours de Berlin (avec Stan Ockers) - 2e des Six Jours de Bruxelles (avec Stan Ockers) - 3e des Six Jours d'Anvers (avec Stan Ockers) - 1955 - Champion de Belgique d'omnium - Champion de Belgique d'américaine - Six Jours d'Anvers (avec Stan Ockers) - Six Jours de Bruxelles (avec Emile Severeyns) - Six Jours de Gand (avec Emile Severeyns) - Américaine d'Amsterdam - Américaine de Bayonne - Américaine de Dortmund - Américaine de Francfort - Américaine de Gand - Américaine de Marcinelle - Américaine de Saint-Omer - Américaine de Zwartberg - Américaine d'Ostende - Américaine de Bruxelles (x2) - Américaine de Copenhague (x2) - Américaine de Rocourt (x2) - Course derrière derny d'Anvers - Omnium de Copenhague - Omnium de Grenoble - Omnium de Padoue - Omnium de Rocourt - Omnium du Havre - Omnium d'Anvers (x4) - Omnium de Bruxelles (x5) - Poursuite de Bruxelles - Vitesse d'Anvers - 2e du championnat de Belgique de vitesse - 3e des Six Jours de Berlin (avec Sydney Patterson) - 3e des Six Jours de Gand (avec Stan Ockers) - 1956 - Six Jours de Bruxelles (avec Emile Severeyns) - Six Jours de Dortmund (avec Emile Severeyns) - Américaine de Dortmund - Américaine de Francfort - Américaine de Gand - Américaine de Lisbonne - Américaine de Tortosa - Américaine de Zurich - Américaine de Bruxelles (x2) - Américaine de Copenhague (x2) - Américaine d'Ostende (x2) - Course derrière derny de Bruxelles derrière derny (x3) - Course derrière derny d'Anvers - Course derrière derny de Milan - Course derrière derny de Rocourt - Omnium de Bruxelles - Omnium de Milan - Omnium de Rocourt - Omnium d'Ostende - Omnium du Havre - Omnium de Gand (x2) - Poursuite de Zurich - Vitesse d'Anvers - 2e des Six Jours de Gand (avec Emile Severeyns) - 2e des Six Jours d'Anvers (avec Arsène Rijckaert et Emile Severeyns) | - 1957 - Six Jours de Berlin (avec Emile Severeyns) - Six Jours de Gand (avec Fred De Bruyne) - Américaine d'Anvers - Américaine de Gand - Américaine de Lurcy-Levis - Américaine de Paris - Américaine de Copenhague (x3) - Course derrière derny d'Anvers (x4) - Course derrière derny de Bruxelles (x2) - Omnium de Cologne - Omnium de La Rochelle - Omnium de Paris - Omnium d'Anvers (x3) - Omnium de Bruxelles (x5) - Omnium de Gand (x3) - Omnium de Zurich (x2) - Vitesse d'Élisabethville - Vitesse de Roubaix - Vitesse de Gand - 2e des Six Jours de Dortmund (avec Emile Severeyns) - 2e des Six Jours de Zurich (avec Emile Severeyns) - 3e du championnat d'Europe d'omnium - 3e des Six Jours d'Anvers (avec Emile Severeyns et Willy Vannitsen) - 3e des Six Jours de Bruxelles (avec Emile Severeyns) - 1958 - Champion d'Europe de l'américaine (avec Emile Severeyns) - Six Jours d'Anvers (avec Reginald Arnold et Emile Severeyns) - Six Jours de Bruxelles (avec Emile Severeyns) - Six Jours de Copenhague (avec Emile Severeyns) - Six Jours de Francfort (avec Emile Severeyns) - Prix Hourlier-Comès (avec Emile Severeyns) - Américaine d'Anvers (x2) - Américaine de Berlin - Américaine de Blaton - Américaine de Bordeaux - Américaine de Fougères - Américaine de Gand - Américaine de Paris - Américaine de Zurich - Américaine de Copenhague (x3) - Course derrière derny d'Anvers (x2) - Course derrière derny de Gand (x2) - Omnium d'Anvers (x3) - Omnium de Bruxelles (x5) - Omnium de Gand (x2) - Omnium de Paris (x2) - Poursuite d'Anvers (x2) - Vitesse d'Anvers - 2e du championnat de Belgique de vitesse - 2e des Six Jours de Berlin (avec Emile Severeyns) - 2e des Six Jours de Gand (avec Emile Severeyns) - 2e des Six Jours de Zurich (avec Emile Severeyns) - 1959 - Champion d'Europe de l'américaine (avec Emile Severeyns) - Champion d'Europe d'omnium - Six Jours de Dortmund (avec Klaus Bugdahl) - Six Jours de Gand (avec Fred De Bruyne) - Six Jours de Zurich (avec Emile Severeyns) - Américaine de Copenhague (3 victoires) - Américaine d'Aarhus - Américaine de Berlin - Américaine de Zürich - Course derrière derny de Bâle - Course derrière derny de Bruxelles - Course derrière derny de Gand - Course derrière derny de Paris - Course derrière derny d'Anvers (x5) - Omnium d'Aarhus - Omnium de Berlin - Omnium de Bruxelles (x3) - Omnium de Copenhague (x2) - Omnium de Gand (x4) - Omnium de Paris (x2) - Poursuite de Paris - Vitesse de Bruxelles (x2) - 2e des Six Jours de Bruxelles (avec Emile Severeyns) - 2e des Six Jours de Berlin (avec Emile Severeyns) - 2e des Six Jours de Copenhague (avec Emile Severeyns) - 2e des Six Jours de Francfort (avec Emile Severeyns) - 3e des Six Jours d'Anvers (avec Emile Severeyns) - 3e des Six Jours de Cologne (avec Heinz Vöpel junior) - 1960 - Champion d'Europe de l'américaine (avec Emile Severeyns) - Champion d'Europe d'omnium - Six Jours d'Aarhus - Six Jours de Bruxelles (avec Emile Severeyns) - Six Jours de Copenhague (avec Emile Severeyns) - Américaine de Bruxelles (x2) - Américaine de Copenhague (x3) - Américaine de Zurich (x2) - Américaine d'Anvers - Américaine de Bâle - Américaine de Gand - Américaine de Madrid - Course derrière derny d'Anvers - Course derrière derny de Cologne - Course derrière derny de Gand - Course derrière derny de Zurich - Course derrière derny de Bruxelles (x4) - Omnium d'Alger - Omnium de Dortmund - Omnium de Paris - Omnium d'Anvers (x3) - Omnium de Bruxelles (x6) - Omnium de Gand (x3) - Omnium de Rocourt (x2) - Poursuite de Bruxelles (x4) - Poursuite d'Anvers - Vitesse de Nantes - 2e des Six Jours de Gand (avec Emile Severeyns) - 2e des Six Jours de Cologne (avec Günther Ziegler) - 2e des Six Jours d'Anvers (avec Emile Severeyns et Leo Proost) - 1961 - Champion d'Europe de l'américaine (avec Emile Severeyns) - Champion de Belgique d'omnium - Champion de Belgique d'américaine (avec Emile Severeyns) - Champion de Belgique derrière derny - Six Jours de Dortmund (avec Emile Severeyns) - Six Jours de Zurich (avec Emile Severeyns) - Six Jours de Berlin (avec Klaus Bugdahl) - Américaine de Bâle - Américaine de Berlin - Américaine de Bruxelles - Américaine de Dortmund - Américaine de Saintes - Américaine de Saint-Quentin - Américaine de Cologne (x3) - Américaine de Gand (x2) - Course derrière derny de Gand - Course derrière derny d'Anvers (x4) - Course derrière derny de Berlin (x2) - Course derrière derny de Bruxelles (x2) - Omnium de Copenhague - Omnium de Paris - Omnium de Rocourt - Omnium d'Anvers (x3) - Omnium de Bruxelles (x7) - Omnium de Gand (x4) - Poursuite de Bruxelles - Vitesse de Bruxelles (x2) - Vitesse d'Anvers - Vitesse de Gand - 2e des Six Jours de Cologne (avec Emile Severeyns) - 2e des Six Jours de Bruxelles (avec Emile Severeyns) - 2e des Six Jours d'Anvers (avec Gilbert Maes et Emile Severeyns) - 2e des Six Jours de Gand (avec Emile Severeyns) - 3e du championnat d'Europe d'omnium - 3e des Six Jours d'Aarhus (avec Emile Severeyns) - 3e des Six Jours de Francfort (avec Emile Severeyns) - 3e des Six Jours de Berlin (avec Emile Severeyns) - 1962 - Champion d'Europe de l'américaine (avec Emile Severeyns) - Champion de Belgique derrière derny - Six Jours de Bruxelles (avec Palle Lykke) - Six Jours de Madrid (avec Emile Severeyns) - Six Jours de Cologne (avec Emile Severeyns) - Américaine de Bâle - Américaine de Cologne - Américaine de Milan - Américaine de Berlin (x2) - Course derrière derny d'Anvers (x4 ) - Course derrière derny de Berlin (x4) - Individuelle de Pont-Aven - Individuelle de Vincennes - Omnium de Fresnes - Omnium de Rocourt - Omnium de Zurich - Omnium d'Anvers (x2) - Omnium de Bruxelles (x4) - Omnium de Gand (x3) - Poursuite de Cologne - Vitesse d'Anvers - Vitesse de Bruxelles - Vitesse de Pont-Aven - Vitesse de Zurich - 2e du championnat d'Europe de l'américaine (avec Emile Severeyns) - 2e du championnat d'Europe d'omnium - 2e des Six Jours d'Anvers (avec Palle Lykke et Emile Severeyns) - 2e des Six Jours de Münster (avec Emile Severeyns) - 3e des Six Jours de Berlin a (avec Emile Severeyns) - 3e des Six Jours de Berlin b (avec Emile Severeyns) - 3e des Six Jours d'Essen (avec Emile Severeyns) - 1963 - Champion d'Europe de l'américaine (avec Palle Lykke) - Champion de Belgique d'omnium - Champion de Belgique derrière derny - Six Jours d'Anvers (avec Leo Proost et Palle Lykke) - Six Jours de Francfort (avec Palle Lykke) - Six Jours de Madrid (avec Joseph De Bakker) - Américaine de Milan - Américaine de Zurich - Course derrière derny de Bâle - Omnium de Bruxelles - Omnium de Copenhague - Omnium de Madrid - Omnium de Rocourt - Omnium de Valentigney - Omnium de Vincennes - Omnium des Pays-Bas - Omnium d'Anvers (x2) - Vitesse d'Anvers (x2) - Vitesse de Bruxelles - 2e du championnat d'Europe de course derrière derny - 2e des Six Jours d'Essen (avec Peter Post) - 2e des Six Jours de Berlin (avec Rik Van Looy) - 2e des Six Jours de Bruxelles (avec Palle Lykke) - 3e du championnat d'Europe d'omnium - 3e des Six Jours de Cologne (avec Palle Lykke) - 3e des Six Jours de Dortmund (avec Palle Lykke) - 3e des Six Jours de Milan (avec Emile Severeyns) - 3e des Six Jours de Zurich (avec Rik Van Looy) - 1964 - Champion de Belgique derrière derny - Six Jours de Milan (avec Leandro Faggin) - Six Jours de Madrid (avec Federico Bahamontes) - Américaine de Bruxelles - Américaine de Cologne - Américaine de Dortmund - Américaine de Zurich - Américaine d'Anvers (x2) - Américaine de Milan (x3) - Américaine d'Ostende (x2) - Course derrière derny d'Anvers - Course derrière derny de Berlin - Course derrière derny de Cologne (x2) - Omnium de Madrid - Omnium de Paris - Omnium de Rocourt - Omnium des Pays-Bas - Omnium d'Anvers (x3) - Omnium de Bruxelles (x3) - Omnium de Dortmund (x2) - Omnium d'Ostende (x2) - Vitesse d'Anvers (x2) - 2e du championnat d'Europe de course derrière derny - 2e des Six Jours de Bruxelles (avec Palle Lykke) - 2e des Six Jours de Cologne (avec Palle Lykke) - 2e des Six Jours de Zurich (avec Emile Severeyns) - 2e des Six Jours d'Anvers (avec Palle Lykke et Leo Proost) - 3e des Six Jours d'Essen (avec Palle Lykke) - 1965 - Six Jours de Brême (avec Palle Lykke) - Six Jours de Milan (avec Gianni Motta) - Six Jours d'Essen (avec Peter Post) - Six Jours de Toronto (avec Emile Severeyns) - Six Jours de Québec (avec Emile Severeyns) - Six Jours de Madrid (avec Romain De Loof) - Américaine d'Anvers - Américaine de Luçon - Américaine de Lurcy-Levis - Américaine de Niederborn - Américaine de Saint-Quentin - Américaine d'Ostende - Américaine du GP des Pays-Bas - Course derrière derny du GP des Pays-Bas - Course derrière derny des Sept jours des Pays-Bas - Course derrière derny d'Anvers (x2) - Omnium de Colmar - Omnium de Gand - Omnium de Roubaix - Omnium de Bruxelles (x2) - Poursuite par équipe - Vitesse d'Anvers - Vitesse de Gand (x2) - 2e du championnat d'Europe de course à l'américaine (avec Palle Lykke) - 2e des Six Jours d'Anvers (avec Freddy Eugen et Palle Lykke) - 3e des Six Jours de Bruxelles (avec Palle Lykke) - 3e des Six Jours de Gand (avec Emile Severeyns) - 1966 - Course derrière derny d'Anvers - Omnium d'Anvers - 2e du championnat d'Europe de course à l'américaine (avec Palle Lykke) - 2e du championnat d'Europe d'omnium - 2e du championnat de Belgique d'omnium - 2e des Six Jours de Cologne (avec Peter Post) |

## Distinction
En 2002, Rik Van Steenbergen fait partie des coureurs retenus dans le Hall of Fame de l'Union cycliste internationale.

## Livres
- Walter Rottiers: Rik Van Steenbergen. Das Ass der Asse, Bielefeld, Covadonga-Verlag, 2005. 144 p.  (ISBN 3936973156) (en allemand)

- Rik van Steenbergen: Geschiedenis der Kruistochten, Rebo Productions. 1987 203 p. (en flamand)

- Fred De Bruyne: Rik van Steenbergen, Malines, Uitgave G. Kolff, 1963. (en flamand)